# 14613 Санчез
14613 Санчез (14613 Sanchez) — астероїд головного поясу, відкритий 13 жовтня 1998 року.
Тіссеранів параметр щодо Юпітера — 3,332.